# Ветреница байкальская
Ве́треница байка́льская (лат. Anemóne baicalénsis) — вид многолетних цветковых растений рода Ветреница семейства Лютиковые (Ranunculaceae), эндемик южной части Красноярского края и Прибайкалья.

## Ботаническое описание
Ветреница байкальская — многолетнее травянистое растение высотой 18—40 см, с довольно слабыми стеблями и более или менее опушённое отстоящими волосками. Корневище тонкошнуровидное с удлинёнными междоузлиями, развивает тонкие, обильно укореняющиеся побеги.
Прикорневой лист обычно один, реже два — три, на очень длинном черешке. Листовая пластинка 3—6 см длиной, 4—8 см шириной, почковидно-сердцевидная или почти округлая, до основания рассечённая на три глубоколопастных, в верхней половине неравномерно зубчатых сегмента (15—38 зубчиков у среднего сегмента). Поверхность листа с обеих сторон густо или рассеянно усажена волосками. Волоски сверху листа прилегающие, а на нижней стороне — оттопыренные. Стеблевые листья гораздо мельче корневых, сидячие, до 3⁄4 трёхраздельные, с тремя надрезанными долями, с немногочисленными неглубоконадрезанными острыми зубцами и с зубчатыми лопастинками.
Цветоносы на ветренице чаще одиночные, реже в числе двух — трёх, длинные, рассеянно-волосистые. Цветки белые, крупные (достигают 2—3 см в диаметре). Листочков околоцветника пять — семь, продолговато-обратнояйцевидных, часто неодинаковых, снаружи прилегающе-волосистых. Завязи густо прижато-волосистые.
Плодики немногочисленные (в количестве четырёх — шести штук), широкоэллиптические, сплюснутые, одетые короткими и жестковатыми волосками с очень короткими булавовидными, почти сидячими носиками.